# バルカン戦線 (第一次世界大戦)
バルカン戦線（バルカンせんせん、英語：Balkans campaign / Balkans theatre、1914年7月28日〜1918年11月11日）は、第一次世界大戦（東部戦線）のバルカン半島をめぐる中央同盟国と連合国の戦闘。
バルカン半島では多様な民族対立があるのみならず、汎スラヴ主義と汎ゲルマン主義、イスラム教と正教会・カトリックなどといった様々な対立のために「ヨーロッパの火薬庫」と呼ばれたほど複雑な情勢下にあり、大戦の発端であるサラエボ事件の舞台ともなった。

## 概要
第一次世界大戦最大の原因はセルビア王国とオーストリア＝ハンガリー帝国間の敵対関係（サラエボ事件）にあったため、大戦初期の戦闘のいくつかは両国間において繰り広げられた。1915年末にオーストリア＝ハンガリー帝国に征服されるまで、セルビア王国は1年以上も戦い続けた。
アドリア海沿岸地方のダルマチア（現在のクロアチア）は大戦中、イタリア王国とセルビアがオーストリア＝ハンガリー領から奪取しようとした戦略的地域であった。イタリアはその地域の割譲を保証した1915年4月26日のロンドン秘密協定に同意し、翌月に参戦した。
連合国の外交は1916年にルーマニア王国をも戦争に巻き込むことができたが、これはルーマニア国民に悲惨な結果をもたらした。彼らの参戦直後、ドイツ帝国、ブルガリア王国、オーストリア＝ハンガリー3ヵ国の攻撃が1916年12月に終了した迅速な作戦にてルーマニアの3分の2を征服したのである。しかし、ルーマニアとロシア帝国の軍隊は何とか戦線を安定させモルダヴィアを掌握した。
1917年になるとギリシャ王国が連合国側として参戦し、翌年にはギリシャ北部に本部を置いたオリエント連合軍がついに攻勢を開始した。連合軍はブルガリアと講和してセルビアを奪回し、最終的には1918年11月にハンガリー国境まで進軍した。

## アルバニア戦域
イタリアは本格的な参戦前の1914年12月に、無政府状態となっていたアルバニア公国のヴロラ港を占領し、参戦後は1916年の秋から南アルバニアへとその支配地域を拡大した。イタリア軍は1916年にアルバニアの非正規兵を徴用し、イタリア兵と一緒に任務を与えた。さらに、連合軍司令部の許可を得て8月23日には北エピルスを占拠し、中立の立場だったギリシャ軍をそこから撤退させた 。 
1917年6月、イタリアは中央および南アルバニアを保護国とする宣言を出し、北部はセルビアとモンテネグロ王国の州として割り当てられた。1918年10月31日までには、フランスとイタリアはアルバニアからオーストリア・ハンガリー軍を追放した。 11月5日から6日には、イタリア軍がヴィス島やシベニク、ラストヴォなどその他のダルマチア沿岸に到達したと報告された。11月中の終戦までに、イタリア軍はロンドン秘密協定によって保証されていたダルマチアの地域を支配下に入れ、11月17日にはリエカも占領した。この年にはエンリコ・ミロ提督がイタリアのダルマチア州知事を自ら宣言している。イタリアの有名なファシストであったガブリエーレ・ダンヌンツィオもダルマチア占領を支持し、12月に軍艦でザダルへ向かった。

## その他各地における戦闘

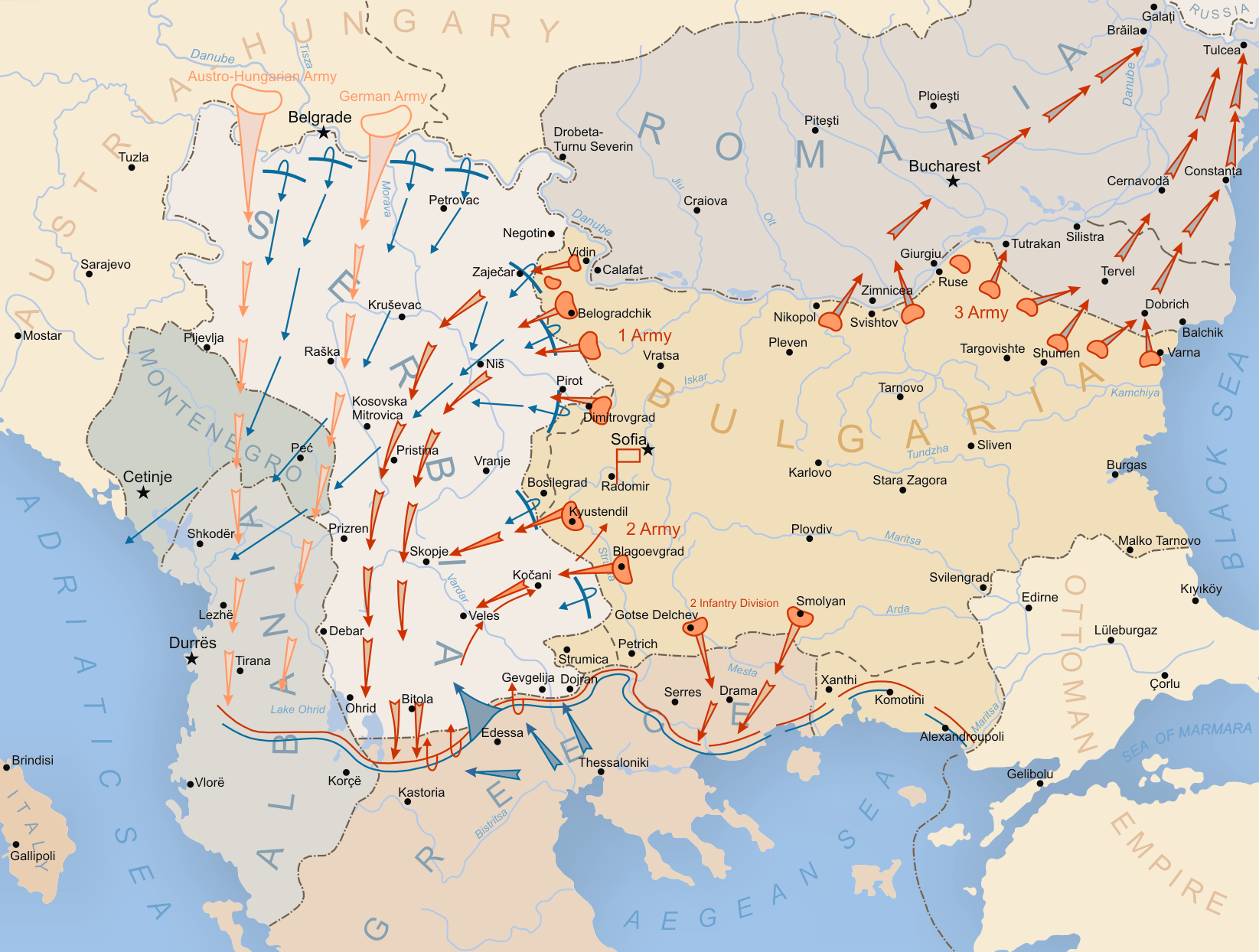
ブルガリア戦域

- 第一次世界大戦中のセルビア（英語版）
- 第一次世界大戦中のブルガリア（英語版）
- ルーマニア戦線
- マケドニア戦線

## その後
イギリスの軍事史研究家ジョン・キーガンによると、ロシア帝国軍の参謀長だったミハイル・アレクセーエフ将軍はルーマニア軍を非常に見下しており、彼らはロシアの予備戦力を増やすよりはむしろ消耗させるだろうと主張していた 。 
キーガンはまた、「暴力的な民族主義者と反トルコ政府のアテネへの設置は、メガリ・イデアの理念においてギリシャ人の動員を引き起こした」と論じている。それは、東方におけるギリシャ帝国の復活であり、戦後何年にもわたってヨーロッパの平和を回復しようとする連合国の努力を複雑にするものであった。